# Fudokan
A Fudokan karate a sótókan karate egyik ága.

Jelentése:
Fudokan - A stabil alapok háza.
fudo: stabiltás, alaposság, keménység
kan: ház
A Fudokan Karate az erő viszonylagosságának elvén nyugszik, miszerint egy ember fizikai és mentális kondíciója függ az életkorától. A karatéka a Fudokan technikák változatossága eredményeként fejlődik, az edzés során a személyes képességekre helyezve a hangsúlyt, ugyanakkor figyelembe véve a mentális és fizikai lehetőségeket.
A Fudokan egyesíti a tradicionális karate igaz értékeit a nyugati tudományos ismeretekkel és küzdősportokkal. A Fudokan egy karate stílus, amely összhangban van a jelen idők sajátosságaival. A Fudokan egy olyan kreatív karate stílus, amely a dinamizmust és minőségét helyezi előtérbe.
A Fudokan címer négy, igen lényeges szimbólumot tartalmaz:
- A sas eleme a levegő. A ravaszságot, az okosságot és az erőt jelképezi. Könnyedén lebeg, de nagy erővel csap le a zsákmányára!
- A nap eleme a tűz. A napból árad az energia és az élet. Táplálja az életet, ám pusztításra is képes!
- A tigrisfej eleme a föld. Az erő, a gyorsaság és a kitartás szimbóluma. Tulajdonságai miatt a vadon veszedelmes ragadozója!
- A hullám eleme a víz. A hajlékonyság és a romboló erő szimbóluma. Könnyedén húzódik hátra, majd energikusan tér vissza.

## Alapítója
Dr. Ilija Jorga - 10.dan, a Tradicionális Fudokan Karate Szövetség elnöke (WTFKF).
Soke Dr. Jorga 1940. november 15-én született Belgrádban Jugoszláviában. Karate tanulmányait bátyjával (Vladimir Jorgával) együtt 1959-ben kezdte Murakami sensei (Sótókan) keze alatt. Az első dan fokozatot Murakami senseitől kapta 1967-ben.
- 1968-tól Taiji Kase Sensei tanítványa. Európai karatékaként rendkívüli eredményeket ér el különböző versenyeken:
  - 1971 1. hely JKA AEKF London
  - 1972 3. hely JKA Europa Kumite
  - 1977 4. hely IAKF Tokio Kata
  - stb.
- 1980-ban alapítják meg a Fudokan Karatet Taiji Kase segítségével régi dojójuktól kölcsönözve a nevet.
- 1980 Megalapítja a Fudokan stilust
- 1987-től sensei Hidetaka Nishiyama tanítványa.
- 1993-tól a Német Tradicionális Karateszövetség edzője.

Célja a karate "budo" szemléletének előtérbe helyezése a verseny karatéval szemben.

## Jorga Mester Dan Fokozatai
- 1967 Sho dan [1. dan] sensei T. Murakami
- 1968 Ni dan [2. dan] sensei T.Kase
- 1971 San dan [3. dan] sensei T. Kase
- 1975 Yon dan [4. dan] sensei T. Kase
- 1978 Go dan [5. dan] sensei T. Kase
- 1982 Roku dan [6. dan] sensei T. Kase
- 1987 Schi chi dan [7. dan] Hidetaka Nishiyama
- 1998 Hachi dan [8. dan] sensei Hidetaka Nishiyama /San Diego, USA/
- 2007 Ku dan [9. dan] WTFSKF Verona
- 2008 Ju dan [10. dan] IBMA USA

## Hazai szervezet
Magyar Fudokan Karate Szövetség - Nánai Ferenc (9.dan) vezetésével.

## Külső hivatkozások
- https://web.archive.org/web/20081231031925/http://www.fudokanworld.org/
- http://www.imdb.com/name/nm2399071/
- http://buxi.uw.hu/
- http://buxikarate.uw.hu/
- https://web.archive.org/web/20160304212612/http://www.fudokan.club.hu/keret.cgi?%2Fmenu3.htm